# Brian Fitzpatrick (baloncestista)
Brian Fitzpatrick (Bethpage, Nueva York, 6 de noviembre de 1989) es un baloncestista estadounidense nacionalizado irlandés. Con 2,03 metros de altura, juega habitualmente en la posición de ala-pívot. Ha representado a Irlanda a nivel internacional.

## Trayectoria
Fitzpatrick jugó a nivel universitario con los Penn Quakers de la Ivy League y el Bucknell Bison de la Patriot League, ambas competiciones afiliadas a la División I de la NCAA.
En 2014 comenzó su carrera como jugador profesional de baloncesto, tras ser contratado en el mes de agosto por el equipo griego Rethymno BC. Sin embargo, tras realizar la pretemporada con los cretenses, fue desvinculado del equipo en octubre, antes de que comenzara oficialmente la temporada de la A1 Ethniki. De todos modos Fitzpatrick tuvo la oportunidad de jugar en la élite griega al ser contratado por Panionios BC.
En enero de 2015 se unió al Horsens IC de la Basket Ligaen de Dinamarca. En ese club permanecería hasta mayo de 2016, ganando dos títulos de la liga local.
Tras una temporada posterior dividida entre Japón y la República Checa, una lesión del ligamento cruzado anterior lo dejó inactivo por varios meses. 
Fitzpatrick volvió a la acción en junio de 2018, siendo fichado por el Borås Basket de la Svenska basketligan. Su equipo terminaría la temporada como subcampeón.
El siguiente destino del jugador fue San Martín de Corrientes, un equipo de la Liga Nacional de Básquet de Argentina al que llegó en septiembre de 2019. Sin embargo el inicio de la pandemia de COVID-19 de marzo del año siguiente suspendió el torneo y Fitzpatrick se vio obligado a permanecer en el país sudamericano aislado durante varios meses.
Pudo volver a jugar en el primer semestre de 2021, siendo contratado por el Haukar de la Úrvalsdeild karla de Islandia. En el siguiente semestre desembarcó en el BC Odessa de la Superliga de Baloncesto de Ucrania, pero la invasión rusa de Ucrania de febrero de 2022 lo obligó a abandonar el país por vía terrestre.
Posteriormente Fitzpatrick jugó en la máxima categoría de Uruguay y Kosovo, y condujo al KR de Islandia en la conquista del título de la 1. deild karla, el campeonato de la segunda división nacional. 

## Selección nacional
Fitzpatrick resultó elegible para representar Irlanda gracias su herencia paterna. 
Participó en la clasificación a la Copa de Europa 3x3 de Baloncesto Masculino de 2016 con la selección de 3x3 y luego disputó el Campeonato Europeo de Baloncesto de los Países Pequeños de ese año con la selección de 5x5.
En noviembre de 2021 volvió a recibir una convocatoria para jugar por Irlanda en la pre-clasificación para el EuroBasket 2025.